# 福建海峡银行
福建海峡银行（英語：Fujian Haixia Bank），前稱福州市商業銀行，簡稱海峽銀行、海行，是总部位于福建省福州市的一家地方性股份制商业银行。其成立福州市商業銀行前身于1996年12月27日，現下辖温州、厦门、漳州、龙岩、宁德、泉州、莆田、南平、三明、福清、福建自贸试验区福州片区等11个分行。
截至2018年末，福建海峽銀行總資產超1530億元，存款餘額超1035億元，貸款餘額超680億元。

## 历史

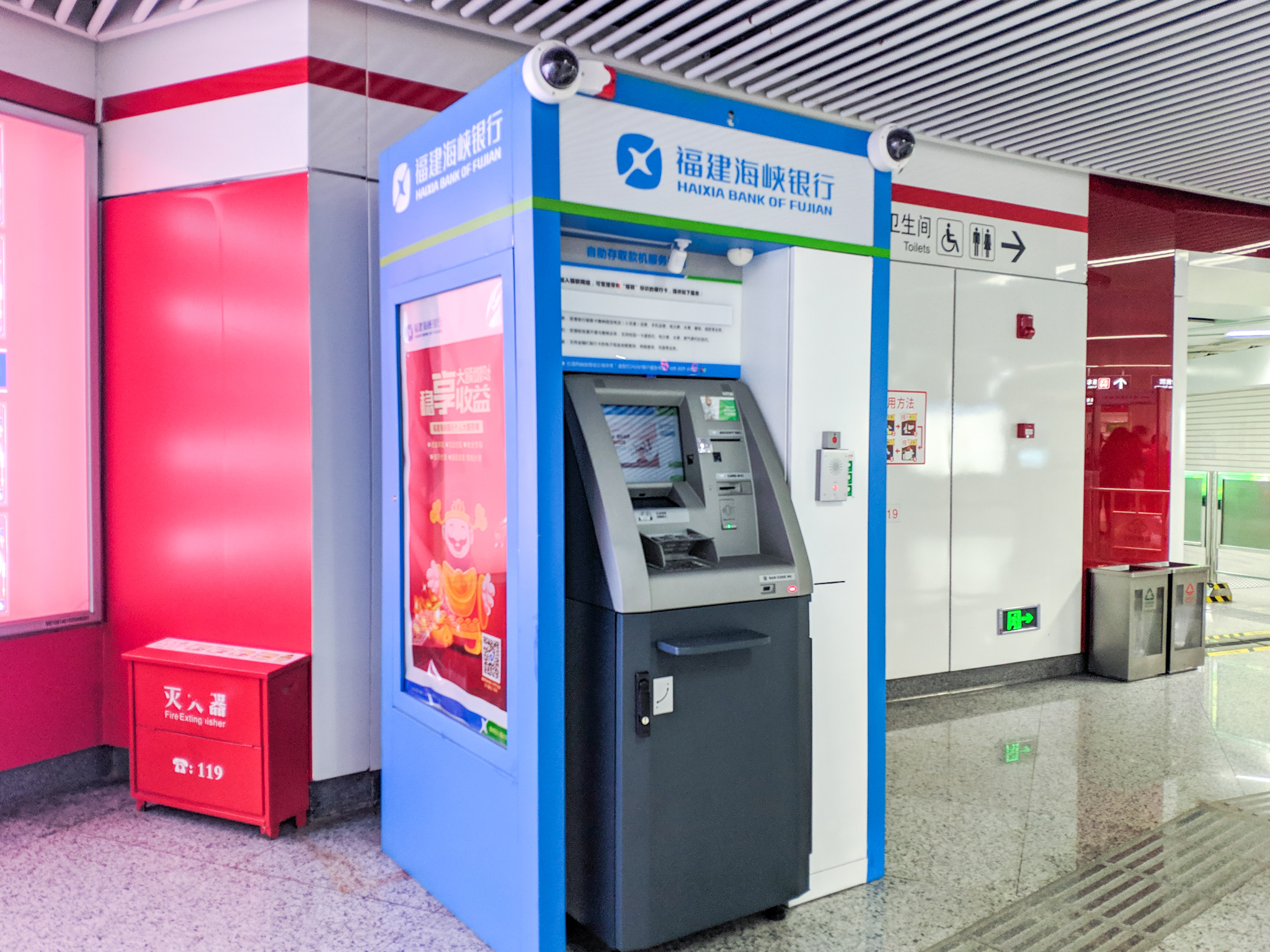
海峡银行柜员机

1996年，福州市商业银行正式成立，是在福州市原14家城市信用社和城市信用社联社的基础上，由地方财政、企业法人和个人共同参股组建，具有独立法人资格的福州市第一家地方性股份制商业银行。
2009年12月7日，正式更名为福建海峡银行。
2010年7月，福建海峡银行泉州分行成立。
2011年3月31日，海峡银行首家跨省分行温州分行成立。